# Teddy Geiger
Teddy Geiger (Rochester, New York, 1988. szeptember 16. –) amerikai zenész, énekes, dalszerző. Nyolc évesen a nagyszülei elkezdték tanítani zongorán és gitáron játszani. Majd saját számokat kezdett írogatni.

## Pályafutása
2004-ben Teddy bejelentkezett a VH1 tv ’In Search of the Patridg Family’-be. Magára vonta Billy Man (egy amerikai producer) figyelmét. Miután Teddy aláírta első lemezszerződését Columbia Records-nál.
2006. március 21-én piacra dobták első albumát az 'Underge Thinking’-et. Erről az albumról hatalmas sikert aratott Teddy ’For Your I Will’ és a ’These Walls’ című száma. Piacra dobtak még 1 különleges albumot, amely tartalmaz remixes változatát néhány számának, és Teddy egyik régi szerzeményét tartalmazta. (a régit Pitsford-ban vette fel Teddy).+ 1 DVD-t videókkal és egyéb extrákkal. Geiger most dolgozik második albumán Billy Man-nel. Amit legkésőbb 2007 végén vagy 2008 elején adnak majd ki. És 2008 nyarára turnét szerveznek.
2006-ban a legjobb albumnak (USA) nyilvánították az Underage Thinking-et.

## Diszkográfia

### Albumok
Step Ladder
- Kiadás: 2005. szeptember 6.
- Lemezcég: Cred Records

Underage Thinking
- Kiadás: 2006. március 21.
- Lemezcég: Columbia Records
- Chart pozíció: #8, #59
- Eladott: 360,000+ (nem a világon)
- Kisalbumok: "For You I Will (Confidence)", "These Walls"

Snow Blankets the Night (iTunes exclusive)
- Kiadás: 2006. december 12.
- Formátum: Digitális letöltés
- Lemezcég: Sony BMG

The March
- Kiadás: még nem jelent meg
- Lemezcég: Columbia Records

### Kislemezek
| Év   | Szám                          | Chart helyezés | Chart helyezés | Chart helyezés | Chart helyezés | Chart helyezés | Chart helyezés | Chart helyezés | Album             |
| Év   | Szám                          | US 100         | US Pop         | US Main        | US Digi        | US Adult       | AUS            | NZ             | Album             |
| ---- | ----------------------------- | -------------- | -------------- | -------------- | -------------- | -------------- | -------------- | -------------- | ----------------- |
| 2006 | "For You I Will (Confidence)" | 29             | 19             | 18             | 17             | 10             | 12             | 24             | Underage Thinking |
| 2006 | "These Walls"                 |                |                | 34             |                | 32             | 50             |                | Underage Thinking |

### Közreműködések
| Év   | Szám                    | Album                            |
| ---- | ----------------------- | -------------------------------- |
| 2006 | "Gentlemen"             | Aquamarine soundtrack            |
| 2006 | "You'll Be in My Heart" | DisneyMania 4                    |
| 2006 | "For You I Will"        | Now That's What I Call Music! 22 |
| 2006 | "These Walls"           | Now That's What I Call Music! 23 |

## Televíziós szereplések
| Dátum(ok)/Év         | Show                                                                              |
| -------------------- | --------------------------------------------------------------------------------- |
| 2004                 | VH1's In Search of the Partridge Family TV Series …. Finalist for Keith Partridge |
| 2006                 | Beautiful People Season 1 Finale                                                  |
| 2006                 | Love Monkey                                                                       |
| March 23, 2006       | Good Morning America, Total Request Live, Late Show with David Letterman          |
| 2005?                | Miss Seventeen                                                                    |
| April 21, 2006       | The Ellen DeGeneres Show                                                          |
| May 15, 2006         | Punk’d – SztÁruló                                                                 |
| June 20, 2006        | Rove Live                                                                         |
| June 22, 2006        | The AFL Footy Show                                                                |
| July 20, 2006        | America's Got Talent                                                              |
| September 7, 2006    | Total Request Live                                                                |
| February 10-11, 2007 | Video Hits First                                                                  |
| February 24, 2007    | Much Music's 20 Hottest Guys                                                      |
| April 22, 2007       | MTV Cribs                                                                         |
| April 29, 2007       | Australia Music Awards 2007                                                       |